# (795) Фини
(795) Фини (лат. Fini) — небольшой астероид главного пояса, который принадлежит к светлому спектральному классу C. Он был обнаружен 26 сентября 1914 года австрийским астрономом Иоганном Пализой в Венской обсерватории и назван уменьшительной формой от французского имени Жозефина.